# Ivan Tsonchev
 Ivan Tsonchev, en Bulgare  Иван Цончев, était un général et révolutionnaire bulgare, né en 1858, décédé en 1910
qui fut un des chefs du Comité suprême macédono-andrinopolitain (VMOK), le principal organisateur de l'insurrection de Gorna Djoumaya et participa à l'insurrection d'Ilinden.

## Début
Il naquit à  Dryanovo le 10 septembre 1858 alors dans l'Empire ottoman ; pendant la Guerre russo-turque de 1877-1878 il a servi comme volontaire dans le corps des Opaltchentsi contre la Turquie dans le XIIe bataillon de volontaires. De là il reprit des études à l'école militaire de Sofia, servit à Lom puis à Orhanie  participa à combattre le banditisme (en macédonien : razbojnichkite) dans le nord de la Bulgarie en 1880 pour ensuite suivre des cours en Russie en 1883.

## Guerre serbo-bulgare
Alors qu'il était devenu capitaine en 1885, il prit le commandement d'un bataillon du Régiment Preslavsky et participa à la bataille de Slivnitsa où il fut blessé et reçut la médaille de l'Ordre de la Bravoure.
Il continua sa carrière militaire notamment en réprimant le mouvement pro-russe dans l'armée en 1887, prit le commandement du 7e régiment d'infanterie de Preslav en 1889, puis celui du 6e régiment d'infanterie de Tarnovo en 1890 avant de passer à la tête d'une brigade de la 6e division d'infanterie de Vratsa en 1899.

## Révolutionnaire
Depuis 1896, il était en contact avec des révolutionnaires comme Gotsé Deltchev, des militaires ayant participé à l'inssurection de Melnik en 1895 et avait croisé Guiortché Pétrov qui était volontaire à l'Organisation révolutionnaire intérieure macédono-andrinopolitaine (VMORO).
Il passa de colonel à général au début de 1901 et s'investit dans les mouvements visant à la libération du joug ottoman en Macédoine et en Thrace en faisant partie de fraternités. Il visita Thessolonique en 1897 et y  rencontra Damé Grouev et Hristo Tatartchev. Il facilita l'envoi de personnes à l'institut Tchetnik qui forma des cadres révolutionnaires. Il devint vice-président du Comité suprême macédono-andrinopolitain (VMOK), lors du IX congrès de celui-ci en août 1901, Stoïan Mihaylovsky en étant réélu président .
Il était l'un des organisateurs de l'insurrection de Gorna Djoumaya en 1902. avec un détachement de 80 partisans il combattit contre l'armée ottomane et fut blessé à Bistrica.
Il fit partie de l'insurrection d'Ilinden en Macédoine et commandait dans des batailles à Bistrica, Lukovo et Pirin. Le Comité suprême macédono-andrinopolitain finit par être désavoué par le gouvernement bulgare et une scission se fit au sein du mouvement, certains retournant servir dans l'armée, d'autres rejoignant l'aile droite de l'Organisation révolutionnaire intérieure macédono-andrinopolitaine .
Pour sa part Tsonchev se retira pour raison de santé. Il décéda le 16 décembre 1910 à Sofia.